# Ганс де Саланж-Драббе
Ганс де Саланж-Драббе (нім. Hans de Salengre-Drabbe; 21 жовтня 1894, Зігмарінген, Німецька імперія — 25 серпня 1944, Тирасполь, МРСР) — німецький офіцер, генерал-лейтенант вермахту. Кавалер Лицарського хреста Залізного хреста.

## Біографія
7 березня 1914 року вступив в Прусську армію. Учасник Першої світової війни. Після демобілізації армії залишений в рейхсвері. З 15 серпня 1938 року — ад'ютант начальника Управління озброєнь сухопутних військ Карла Беккера. З 5 жовтня 1940 року — командир 457-го піхотного полку 257-ї піхотної дивізії. Учасник німецько-радянської війни. На початку 1943 року відправлений в резерв фюрера, з 18 січня по 12 лютого проходив курс командира дивізії. З 24 лютого 1943 року — командир 384-ї піхотної дивізії. Загинув у бою.

## Звання
- Фанен-юнкер (7 березня 1914)
- Лейтенант без патенту (24 грудня 1914) — в 1917 році отримав патент від 23 червня 1913 року.
- Оберлейтенант (18 жовтня 1918)
- Гауптман (1 липня 1927)
- Майор (1 жовтня 1934)
- Оберстлейтенант (1 серпня 1937)
- Оберст (1 червня 1940)
- Генерал-майор (1943)
- Генерал-лейтенант (1 січня 1944)

## Нагороди
- Залізний хрест 2-го і 1-го класу
- Князівський орден дому Гогенцоллернів, почесний хрест 3-го класу з мечами
- Хрест «За військові заслуги» (Ліппе)
- Хрест «За військові заслуги» (Австро-Угорщина) 3-го класу з військовою відзнакою і мечами
- Нагрудний знак «За поранення» в сріблі
- Почесний хрест ветерана війни з мечами
- Медаль «За вислугу років у Вермахті» 4-го, 3-го, 2-го і 1-го класу (25 років)
- Застібка до Залізного хреста
  - 2-го класу (23 червня 1941)
  - 1-го класу (6 липня 1941)
- Нагрудний знак «За поранення» в сріблі (29 жовтня 1941)
- Лицарський хрест Залізного хреста (22 лютого 1942)
- Штурмовий піхотний знак в сріблі (31 липня 1942)
- Медаль «За зимову кампанію на Сході 1941/42»
- Німецький хрест в золоті (27 січня 1944)